# Classic Loire Atlantique 2016
La Classic Loire Atlantique 2016, diciassettesima edizione della corsa e valida come evento dell'UCI Europe Tour 2016 categoria 1.1, si svolse il 19 marzo 2016 su un percorso di 184,8 km. Fu vinta dal francese Anthony Turgis, che giunse al traguardo con il tempo di 4h22'37", alla media di 42,22 km/h.
Partenza con 132 ciclisti, dei quali 49 portarono a termine la gara.

## Squadre e corridori partecipanti
| N.    | Cod. | Squadra                      |
| ----- | ---- | ---------------------------- |
| 1-7   | ALM  | AG2R La Mondiale             |
| 11-18 | FDJ  | FDJ                          |
| 21-28 | COF  | Cofidis, Solutions Crédits   |
| 31-38 | DEN  | Direct Énergie               |
| 41-48 | FVC  | Fortuneo-Vital Concept       |
| 51-58 | DMP  | Delko-Marseille Provence-KTM |
| 61-67 | CJR  | Caja Rural-Seguros RGA       |
| 71-78 | TSV  | Topsport Vlaanderen-Baloise  |
| 81-88 | WGG  | Wanty-Groupe Gobert          |

| N.      | Cod. | Squadra                          |
| ------- | ---- | -------------------------------- |
| 91-97   | AND  | Androni Giocattoli-Sidermec      |
| 101-108 | ROT  | Team Roth                        |
| 111-118 | AUB  | HP-BTP Auber 93                  |
| 121-128 | RLM  | Roubaix-Lille Métropole          |
| 131-138 | ADT  | Armée de Terre                   |
| 141-147 | EUS  | Euskadi Basque Country-Murias    |
| 151-158 | WBC  | Wallonie Bruxelles-Group Protect |
| 161-168 | MMM  | Team 3M                          |

## Ordine d'arrivo (Top 10)
| Pos. | Corridore            | Squadra  | Tempo    |
| ---- | -------------------- | -------- | -------- |
| 1    | Anthony Turgis       | Cofidis  | 4h22'37" |
| 2    | Loïc Chetout         | Cofidis  | a 1'02"  |
| 3    | Kévin Ledanois       | Fortuneo | a 1'07"  |
| 4    | Kenneth Vanbilsen    | Cofidis  | a 1'17"  |
| 5    | Florian Sénéchal     | Cofidis  | a 1'18"  |
| 6    | Pieter Vanspeybrouck | Topsport | s.t.     |
| 7    | Yoann Offredo        | FDJ      | s.t.     |
| 8    | Pierrick Fédrigo     | Fortuneo | a 2'31"  |
| 9    | Hugo Hofstetter      | Cofidis  | s.t.     |
| 10   | Gregory Habeaux      | Wallonie | s.t.     |